# Dick Foran

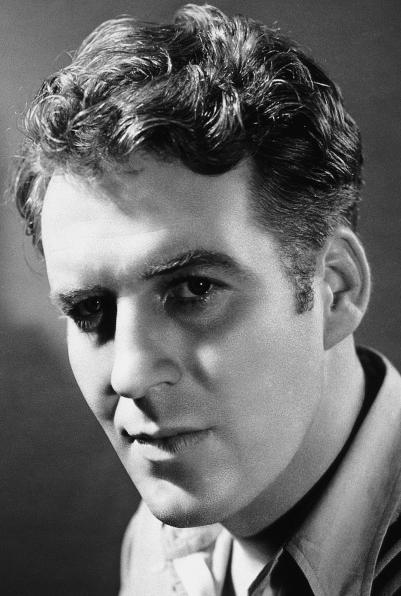
Werbestandbild für den Film Heart of the North (1938)

Dick Foran (* 18. Juni 1910 in Flemington, New Jersey; † 10. August 1979 in Panorama City, Kalifornien) war ein US-amerikanischer Schauspieler und Sänger. Neben mehreren Auftritten in Musicals und einem Gastspiel am Broadway erlangte er Bekanntheit vor allem durch zahlreiche Rollen als Neben- und Charakterdarsteller in Filmen der verschiedensten Genres, vom Western bis zum Horrorfilm, unter anderem an der Seite von Stars wie John Wayne und Humphrey Bogart. Sein größter Erfolg als Sänger war der Titel I'll Remember April aus dem Abbott-und-Costello-Film Helden im Sattel. Mitte der 1930er-Jahre war Foran außerdem als einer der ersten Singenden Cowboys Hauptdarsteller in einer Serie von insgesamt 12 musikalischen Western für Warner Brothers.

## Leben

### Jugend und erste Rollen
John Nicholas Foran wurde am 18. Juni 1910 in New Jersey Flemington als erster von insgesamt fünf Söhnen der Eheleute Arthur F. und Elizabeth Foran geboren. Sowohl sein Vater als auch sein Bruder Walter E. Foran sollten später eine politische Karriere im Senat des US-Bundesstaates Staates New Jersey einschlagen.
Im Gegensatz dazu entdeckte der sportliche Dick während seiner College-Zeit in Princeton sein Interesse an Gesang und Theater, nachdem er bereits als Schüler im Kirchenchor gesungen hatte. So zog es ihn nach seinem Abschluss in Geologie und verschiedenen Jobs schließlich nach Hollywood. Dort arbeitete er zunächst als Sänger in einer Band, wurde jedoch auch bald als singender Nebendarsteller eingesetzt, erstmals an der Seite von Shirley Temple in dem Film Wir senden Sonne (1934). Es folgten Auftritte in mehreren Musicals unter dem Künstlernamen Nick Foran für das Fox-Studio.

### „The Singing Cowboy“
Forans großer Durchbruch kam im Herbst 1935. Bereits Anfang der 1930er-Jahre hatten verschiedene Western-Darsteller mit Gesangseinlagen in ihren Filmen experimentiert, ihr prominentester Vertreter (zur damaligen Zeit) war Ken Maynard, der schon 1929 erfolgreich in einem seiner Filme gesungen hatte. Republic Pictures hatte 1934 in In Old Santa Fe neben Maynard erstmals Gene Autry eingesetzt und damit einen regelrechten Boom musikalischer Western ausgelöst.
Die verschiedenen Studios bemühten sich daher, möglichst schnell einen eigenen Singenden Cowboy ins Rennen zu schicken. Dabei setzten sie vielfach auf dem Publikum bereits vertraute Sänger und so fiel die Wahl der Warner-Verantwortlichen auf Foran. Er wechselte also das Studio, änderte seinen Künstlernamen in Dick Foran und im November 1935 kam sein erster Western Moonlight on the Prairie in die Kinos, nur zwei Monate nach Autrys erstem Solo-Auftritt Tumbling Tumbleweeds.
Als The Singing Cowboy intensiv beworben, drehte Foran bis 1937 insgesamt zwölf musikalische Western für Warner, die jedoch trotz guter Zuschauerzahlen nicht annähernd an die Erfolge von Autry, Roy Rogers oder Tex Ritter heranreichen konnten. Als Grund hierfür wird von Historikern angeführt, dass Foran, ebenso wie die meisten seiner Kollegen, zwar ein attraktiver Schauspieler und guter Sänger war, ihm jedoch als Cowboy eine gewisse Glaubwürdigkeit, „the ring of the plains“, gefehlt habe.
Bemerkenswert an Forans Filmen war jedoch, dass anstelle eines kauzigen oder tollpatschigen Erwachsenen ein Kind, meist dargestellt von Kinderstar Dickie Jones, die Rolle des Sidekicks übernahm. Während dies von einigen Kritikern als cleverer Schachzug angesehen wurde, haben andere darauf hingewiesen, dass die jugendlichen Zuschauer lieber zu einem Helden aufblicken wollten, als mit Neid auf einen Altersgenossen zu schauen, der ein spannendes Abenteuer erlebt. Hervorzuheben ist außerdem das von Foran in seinem Film Cherokee Strip (1937) eingeführte Lied My Little Buckaroo (komponiert von Warners Songschreibern Maurice K. Jerome und Jack Scholl), das zu einem Klassiker des Genres werden sollte.

### Weitere Karriere
Bereits während seiner Zeit bei Warner hatte Foran auch in einigen anderen Filmen mitgespielt, etwa in der Rolle eines etwas impulsiven Tankwarts in dem Drama Der versteinerte Wald mit Humphrey Bogart und Bette Davis. Nach dem Ende seiner Cowboy-Serie bei Warner wechselte er zu den Universal Studios, wo er unter anderem in dem Horrorfilm The Mummy’s Hand (1940) und der Fortsetzung The Mummy’s Tomb (1942) mitwirkte. Gelegentlich unternahm er auch wieder Ausflüge ins Western-Genre, etwa in den Serials Winners of the West (1940) und Riders of Death Valley (1941). Letzteres war eines von Universals ambitioniertesten Projekten und wurde als „all-star, high budget western cliffhanger“ mit großem Star-Aufgebot und finanziellem Aufwand gedreht. In den Westernkomödien Mein kleiner Gockel (1940) neben Mae West und W. C. Fields und Helden im Sattel (1942) an der Seite von Abbott und Costello konnte er dabei auch sein Cowboy-Image etwas selbstironisch parodieren. 
Das in Helden im Sattel vorgetragene Lied I’ll Remember April sollte sein größter Erfolg als Sänger und ein Pop- bzw. Jazz-Klassiker werden. Als Sänger trat er außerdem mit den Sons of the Pioneers in der Radiosendung 10-2-4 Ranch auf. 
1943/1944 wirkte Foran am Broadway in dem Musical A Connecticut Yankee mit, einer Adaption von Mark Twains Roman Ein Yankee am Hofe des Königs Artus. Ein Höhepunkt seiner Karriere war 1945 die romantische Komödie Seine Frau ist meine Frau, in der er neben Don Ameche und Claudette Colbert eine seiner wenigen Hauptrollen in einer A-Filmproduktion spielen konnte. Daneben hatte er eine Nebenrolle an der Seite von John Wayne und Henry Fonda in dem Western Bis zum letzten Mann (1948), der von John Ford inszeniert wurde. Zu einer erneuten Zusammenarbeit mit John Wayne und John Ford kam es 1963 bei dem Abenteuerfilm Die Hafenkneipe von Tahiti, in dem Foran eine kleinere Rolle hatte.
Zwar ließ ab den 1950er-Jahren die Qualität seiner Kinoengagements nach, doch Foran konnte sich als gefragter Gaststar in Fernsehserien etablieren. So wirkte er als Gastdarsteller an über 60 unterschiedlichen Serien mit, darunter populäre Serienklassiker wie Bonanza, Perry Mason oder Lassie. Eine wiederkehrende Serienrolle hatte er Mitte der 1960er-Jahre in der Sitcom  O.K. Crackerby!, in der er an der Seite von Burl Ives den Ranchgehilfen Slim verkörperte. Forans letzter Kinofilm Brighty of the Grand Canyon erschien im Jahr 1967, danach übernahm er noch bis 1975 vereinzelt kleine Gastrollen im Fernsehen. Insgesamt umfasst sein filmisches Schaffen zwischen 1934 und 1975 mehr als 160 Film- und Fernsehproduktionen. 

### Privates und Tod
Foran starb im August 1979 im Alter von 69 Jahren im kalifornischen Panorama City, wo er mit seiner zweiten Ehefrau Suzanne gelebt hatte. Für seine Verdienste um den amerikanischen Film wurde er mit einem Stern auf dem Walk of Fame (bei 1600 Vine Street) ausgezeichnet.

## Filmografie (Auswahl)
- 1934: Wir senden Sonne (Stand Up and Cheer!)
- 1934: 1929 – Manhattan N.Y. (Gentlemen Are Born)
- 1935: It’s a Small World
- 1935: Dangerous
- 1935: Eine Frau von 20 Jahren (Accent on Youth)
- 1935: Der Jazzkadett (Shipmates Forever)
- 1936: Der versteinerte Wald (The Petrified Forest)
- 1936: Mr. Trent schlägt dem Alter ein Schnippchen (The Big Noise)
- 1936: Earthworm Tractors
- 1937: Geheimbund Schwarze Legion (Black Legion)
- 1937: Ein Kerl zum Verlieben (The Perfect Specimen)
- 1938: Bei mir bist du schön (Love, Honor and Behave)
- 1938: Vater dirigiert (Four Daughters)
- 1938: Der kleine Star (Boy Meets Girl)
- 1938: Drei Schwestern aus Montana (The Sisters)
- 1938: Überfall auf die Arctic Queen (Heart of the North)
- 1939: Vier Töchter räumen auf (Daughters Courageous)
- 1939: Four Wives
- 1940: The Mummy’s Hand
- 1940: Mein kleiner Gockel (My Little Chickadee)
- 1940: The House of the Seven Gables
- 1941: Four Mothers
- 1941: Zwei von der Marine (In the Navy)
- 1941: Unfinished Business
- 1941: Fallschirmakrobaten (Keep ’Em Flying)
- 1942: Helden im Sattel (Ride ’Em Cowboy)
- 1942: Das Grab der Mumie (The Mummy’s Tomb)
- 1945: Seine Frau ist meine Frau (Guest Wife)
- 1948: Bis zum letzten Mann (Fort Apache)
- 1949: El Paso, die Stadt der Rechtlosen (El Paso)
- 1949: Texaspolizei räumt auf (Deputy Marshal)
- 1955: Tal ohne Gesetz (Treasure of Ruby Hills)
- 1956: Please Murder Me
- 1957: Vater ist der Beste (Father Knows Best, Fernsehserie, 1 Folge)
- 1957: Chicago vertraulich (Chicago Confidential)
- 1957: Corky und der Zirkus (Circus Boy, Fernsehserie, 1 Folge)
- 1958: Maverick (Fernsehserie, 1 Folge)
- 1958: Die Angstmacher (The Fearmakers)
- 1958/1962: Lawman (Fernsehserie, 2 Folgen)
- 1959: Auf U-17 ist die Hölle los (The Atomic Submarine)
- 1959–1960: Walt Disneys bunte Welt (Disney-Land, Fernsehserie, 3 Folgen)
- 1959/1960: Josh (Wanted: Dead or Alive, Fernsehserie, 2 Folgen)
- 1959–1961: Perry Mason (Fernsehserie, 3 Folgen)
- 1960: Vom Dritten keine Spur (The Big Night)
- 1960: Die Unbestechlichen (The Untouchables, Fernsehserie, 1 Folge)
- 1960: Kein Stern geht verloren (Studs Lonigan)
- 1960–1962: Am Fuß der blauen Berge (Laramie, Fernsehserie, 4 Folgen)
- 1961: Der zweite Mann (The Deputy, Fernsehserie, 1 Folge)
- 1961–1964: Lassie (Fernsehserie, 7 Folgen)
- 1962: 77 Sunset Strip (Fernsehserie, 1 Folge)
- 1962: Cheyenne (Fernsehserie, 1 Folge)
- 1962–1965: Im Wilden Westen (Death Valley Days, Fernsehserie, 5 Folgen)
- 1963: Rauchende Colts (Gunsmoke, Fernsehserie, 1 Folge)
- 1963: Die Hafenkneipe von Tahiti (Donovan’s Reef)
- 1964: Taggart
- 1964–1968: Die Leute von der Shiloh Ranch (The Virginian, Fernsehserie, 4 Folgen)
- 1965: Tausend Meilen Staub (Rawhide, Fernsehserie, 1 Folge)
- 1965–1966: O.K. Crackerby! (Fernsehserie, 17 Folgen)
- 1966: Abenteuer im Grand Canyon (Brighty of the Grand Canyon)
- 1966/1969: Daniel Boone (Fernsehserie, 2 Folgen)
- 1968: Bonanza (Fernsehserie, 1 Folge)
- 1968: Adam-12 (Fernsehserie, 1 Folge)
- 1969: Mayberry R.F.D. (Fernsehserie, 1 Folge)
- 1975: Run, Joe, Run (Fernsehserie, 1 Folge)